# TAF11
TAF11 (англ. TATA-box binding protein associated factor 11) – білок, який кодується однойменним геном, розташованим у людей на короткому плечі 6-ї хромосоми. Довжина поліпептидного ланцюга білка становить 211 амінокислот, а молекулярна маса — 23 307.
| 10         |  | 20         |  | 30         |  | 40         |  | 50         |
| ---------- |  | ---------- |  | ---------- |  | ---------- |  | ---------- |
| MDDAHESPSD |  | KGGETGESDE |  | TAAVPGDPGA |  | TDTDGIPEET |  | DGDADVDLKE |
| AAAEEGELES |  | QDVSDLTTVE |  | REDSSLLNPA |  | AKKLKIDTKE |  | KKEKKQKVDE |
| DEIQKMQILV |  | SSFSEEQLNR |  | YEMYRRSAFP |  | KAAIKRLIQS |  | ITGTSVSQNV |
| VIAMSGISKV |  | FVGEVVEEAL |  | DVCEKWGEMP |  | PLQPKHMREA |  | VRRLKSKGQI |
| PNSKHKKIIF |  | F          |  |            |  |            |  |            |

A: Аланін

C: Цистеїн

D: Аспарагінова кислота

E: Глутамінова кислота

F: Фенілаланін

G: Гліцин

H: Гістидин

I: Ізолейцин

K: Лізин

L: Лейцин

M: Метіонін

N: Аспарагін

P: Пролін

Q: Глутамін

R: Аргінін

S: Серин

T: Треонін

V: Валін

W: Триптофан

Задіяний у таких біологічних процесах, як транскрипція, регуляція транскрипції, ацетилювання, альтернативний сплайсинг. 
Локалізований у ядрі.